# Paraíso (Carballo)
Paraíso (en gallego y oficialmente, O Paraíso) es una aldea española situada en la parroquia de Berdillo, del municipio de Carballo, en la provincia de La Coruña, Galicia.

## Demografía
| Gráfica de evolución demográfica de Paraíso entre 2000 y 2022 |
|                                                               |
| Datos según el nomenclátor publicado por el INE.              |